# Phước Thuận, Xuyên Mộc
Phước Thuận là một xã thuộc huyện Xuyên Mộc, tỉnh Bà Rịa – Vũng Tàu, Việt Nam.

## Địa lý
Xã Phước Thuận nằm ở phía nam huyện Xuyên Mộc, có vị trí địa lý:
- Phía đông giáp xã Bông Trang và Biển Đông
- Phía tây giáp huyện Đất Đỏ với ranh giới là sông Ray
- Phía nam giáp biển Đông
- Phía bắc giáp thị trấn Phước Bửu và xã Phước Tân.

Xã có diện tích 52,02 km², dân số năm 1999 là 6.525 người, mật độ dân số đạt 125 người/km².

## Hành chính
Xã Phước Thuận được chia thành 8 ấp: Bến Cát, Gò Cà, Gò Cát, Hồ Tràm, Ông Tô, Thạnh Sơn 1A, Thạnh Sơn 2A và Xóm Rẫy.

## Lịch sử
Xã Phước Thuận được thành lập vào ngày 30 tháng 10 năm 1995 trên cơ sở đổi tên từ xã Phước Bửu (sau khi tách một phần diện tích và dân số để thành lập thị trấn Phước Bửu).
Sau khi thành lập, xã có 5.202 ha diện tích tự nhiên và 8.041 người.